# Cuentos de amor de locura y de muerte

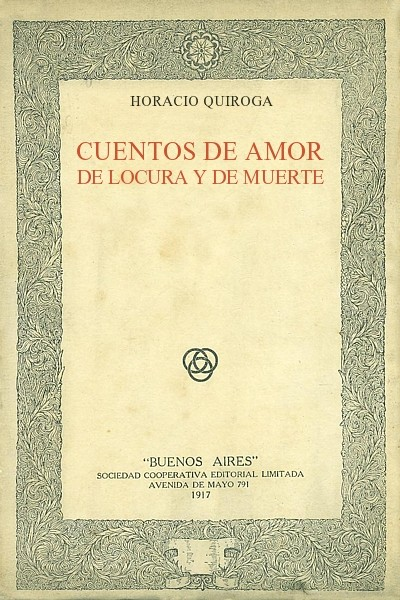
Cover der Erstausgabe von 1917

Cuentos de amor de locura y de muerte (deutsch: Geschichten von Liebe, Irrsinn und Tod) ist ein Buch des uruguayischen Autors Horacio Quiroga, dessen Erstausgabe 1917 bei Sociedad Cooperativa Editorial Limitada in Buenos Aires erschien. Die erste Veröffentlichung enthält 18 Kurzgeschichten und in nachfolgenden Ausgaben nahm der Autor selbst einige Änderungen an den Geschichten vor. Das Thema Tod spielt in den meisten Geschichten eine bedeutende Rolle. Nach ausdrücklicher Entscheidung des Autors ist der Original-Titel nicht mit einem Komma versehen. Acht der Geschichten erschienen 1986 in deutscher Übersetzung im Suhrkamp Verlag als Teil einer Sammlung von insgesamt 22 Werken des Autors. Außerdem wurden Geschichten aus Cuentos de amor de locura y de muerte unter anderem ins Englische und Französische übersetzt.

## Inhalt
Die spanische Erstausgabe beinhaltet folgende Kurzgeschichten (in Klammern angegeben der Titel der deutschen Übersetzung, sofern vorhanden): 
- Una estación de amor
- Los ojos sombríos
- El solitario
- La muerte de Isolda
- El infierno artificial
- La gallina degollada (Das geschächtete Huhn)
- Los buques suicidantes
- El almohadón de plumas (Das Federkissen)
- El perro rabioso
- A la deriva (Treibgut)
- La insolación (Im Sonnenglast)
- El alambre de púa (Der Stacheldraht)
- Los mensú (Holzfäller)
- Yaguaí (Yaguai)
- Los pescadores de vigas
- La miel silvestre (Wilder Honig)
- Nuestro primer cigarro
- La meningitis y su sombra

## Ausgaben (Auswahl)
- Cuentos de amor de locura y de muerte. "Buenos Aires" Socieded cooperativa editorial limitada, Buenos Aires 1917.
- Geschichten von Liebe, Irrsinn und Tod. Aus dem Spanischen von Wilfried Böhringer, Hans-Otto Dill, Astrid Schmitt und Erna Stoldt. Suhrkamp, Frankfurt 1986, ISBN 3-518-01881-7.